# Tagela dentata
Tagela dentata är en fjärilsart som beskrevs av William Schaus 1892. Tagela dentata ingår i släktet Tagela och familjen tandspinnare. Inga underarter finns listade i Catalogue of Life.